# Heimdall (jeu vidéo)
Pour les articles homonymes, voir Heimdall (homonymie).
 (mars 2020).
Si vous disposez d'ouvrages ou d'articles de référence ou si vous connaissez des sites web de qualité traitant du thème abordé ici, merci de compléter l'article en donnant les références utiles à sa vérifiabilité et en les liant à la section « Notes et références ».
Heimdall est un jeu vidéo de rôle développé par The 8th Day et édité par Core Design en 1991 sur Amiga. Le jeu a été adapté sur Atari ST et DOS en 1992 et sur Mega-CD en 1994.
Le jeu a connu une suite en 1994 : Heimdall 2